# Цитат
Цитатът е изказване, препис, излагане на всякакви думи, творби или мисли, които не принадлежат на конкретния източник. Желателно е да се спомене източникът на цитиране с цел да се избегне нарушението на авторски права и/или запазена търговска марка, произведение или неговите производни иначе се дават наказания по съдебен начин. Ежедневно използваме много цитати – случки, събития, или просто думи, казани ни от неприсъстваща личност. Словесно се казва „цитирам“ и се изказват словата. Писмено цитатите е общоприето да се поставят в кавички („“), като и в двата случая е желателно да се упомене източникът и авторът им.